# Щедрик великодзьобий
Ще́дрик великодзьобий (Crithagra donaldsoni) — вид горобцеподібних птахів родини в'юркових (Fringillidae). Мешкає в Східній Африці. Вид названий на честь американського мандрівника Артура Дональдсона Сміта.

## Опис
Довжина птаха становить 15-15,5 см, вага 16-27 г. У самців голова і верхня частина тіла жовтувато-оливково-зелені, махові і стернові пера чорні з білими краями. Нижня частина тіла, щоки і надхвістя жовті, над очима жовті "брови". у самиць верхня частина тіла більш коричнева. нижня частина тіла переважно сірувато-біла. Дзьоб міцний, коричневий, на кінці більш темний, лапи тілесного кольору, очі темно-карі.

## Поширення і екологія
Великодзьобі щедрики мешкають в Ефіопії, Сомалі і Кенії. Вони живуть в сухих саванах, в сухих, колючих чагарникових заростях, на сухих луках та в напівпустелях. Зустрічаються парами або невеликими зграйками. Живляться насінням і дрібними плодами акації.